# Albert Mooren
Albert Mooren (Grefrath, 26 luglio 1828 – Düsseldorf, 31 dicembre 1899) è stato un oculista tedesco.

## Biografia
Studiò medicina presso le università di Bonn e Berlino, dove ebbe come insegnante l'oculista Albrecht von Graefe. Dal 1855 fu medico nella sua città natale di Oedt, nel 1862 fu nominato capo della clinica municipale oculistica di a Düsseldorf, posizione che mantenne fino al 1883. Durante questo periodo, fu anche manager presso l'istituto di oftalmologia di Liegi e Limburgo (1868-1878). Dal 1883 fino alla sua morte, lavorò presso il suo studio privato a Düsseldorf.
Durante la sua carriera è accreditato per aver eseguito più di 25.000 operazioni, al servizio di una clientela proveniente da tutto il mondo. Nel 1895 fu insignito del titolo di professore.

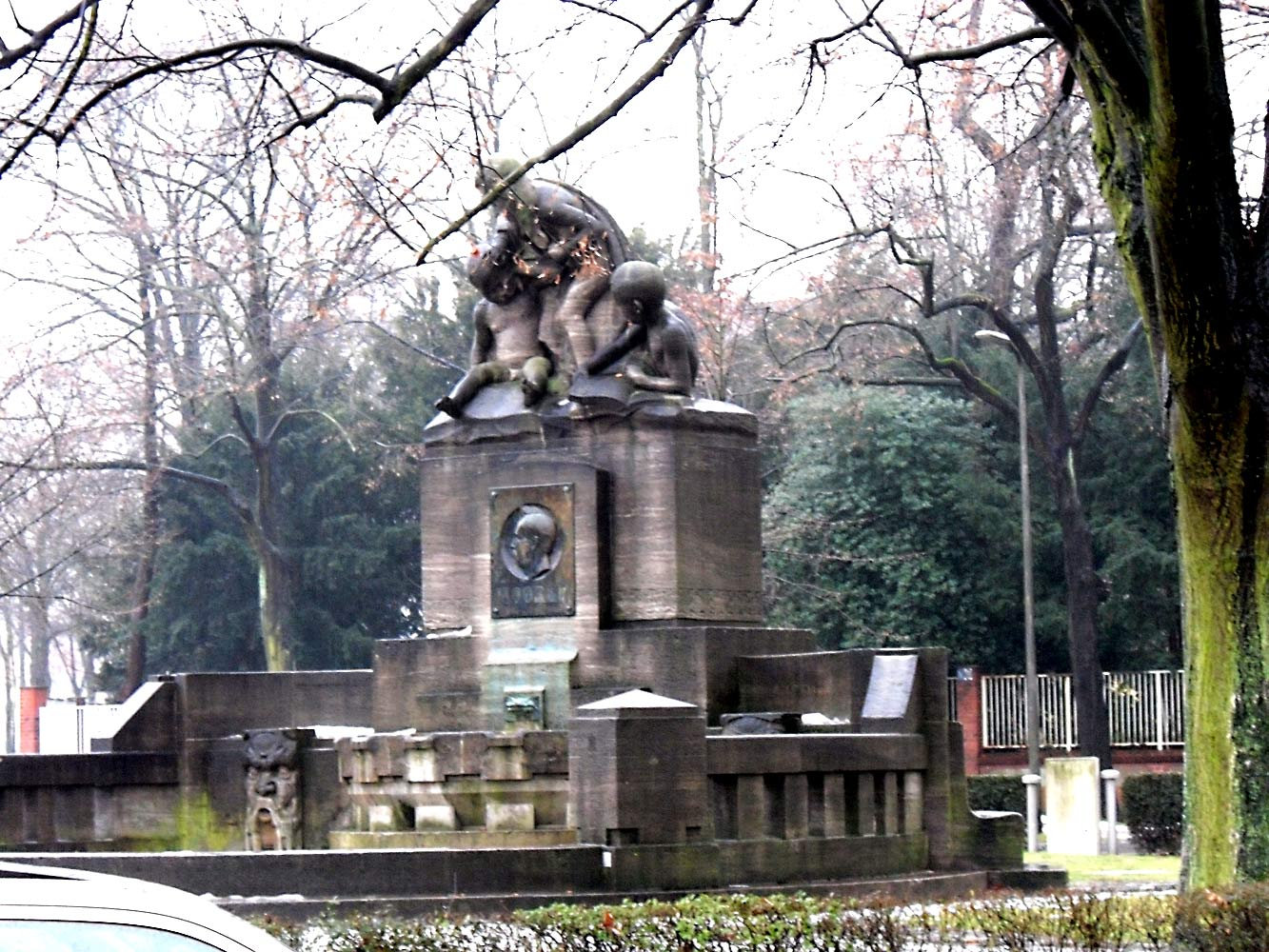
Fontana di Albert Mooren a Düsseldorf-Bilk.

Il suo nome è associato a "ulcera di Mooren", un'ulcera corneale. Nel 1882 fu il primo a descrivere la retinite punctata albescens.

## Opere principali
- Ophthalmiatrische Beobachtungen, 1867.
- Ueber sympathische Gesichtsstörungen, 1869.
- Gesichtsstörungen und Uterinleiden, 1881.
- Beiträge zur klinischen und operativen Glaucombehandlung, 1881.
- Hauteinflüsse und Gesichtstörungen, 1884.
- Die Sehstörungen und Entschädigungsansprüche der Arbeiter, 1891.
- Die verminderten Gefahren einer Hornhautvereiterung: bei der Staarextraction, 1891.
- Die medicinische und operative Behandlung kurzsichtiger Störungen, 1897.[5]